# Bartow (Floryda)
Bartow – miasto w Stanach Zjednoczonych, w stanie Floryda, siedziba administracyjna hrabstwa Polk.

## Transport
W mieście znajduje się port lotniczy Bartow.